# Electron (entorno de trabajo de software)
Electron (anteriormente conocido como Atom Shell) es un marco de trabajo de código abierto creado por Cheng Zhao, y desarrollado en la actualidad por GitHub.) Éste permite desarrollar aplicaciones GUI de escritorio usando componentes de front-end y back-end originalmente creados para aplicaciones web: el entorno en tiempo de ejecución, Node.js para el back-end y Chromium para el front-end. Electron es el marco GUI principal detrás de varios proyectos notables de código abierto, incluyendo los editores de código fuente: Atom  y Visual Studio Code, desarrollados por GitHub y Microsoft respectivamente, el entorno de desarrollo integrado (IDE) Light Table; además del cliente de escritorio gratuito para el servicio de chat de Discord.

## Historia
- El 11 de abril de 2013, Electron fue creado bajo el nombre de Atom Shell.[9]
- El 6 de mayo de 2014, Atom y Atom Shell pasaron a ser de código abierto con licencia del MIT.[10]
- El 17 de abril de 2015, Atom Shell fue renombrado como Electron.[11]
- El 11 de mayo de 2016, Electron alcanzó la versión 1.0.[12]
- El 20 de mayo de 2016, Electron permitió subir paquetes de aplicaciones a la App Store de Mac.[13][14][15][16]
- El 2 de agosto de 2016, la Tienda Windows añadió soporte para las aplicaciones creadas con Electron.[17][18]

## Estructura de una aplicación Electron
Una aplicación Electron básica consiste de tres archivos: package.json (metadata), main.js (código) y index.html (interfaz gráfica del usuario). El marco es proporcionado por un archivo de Electron ejecutable (electron.exe en Windows, electron.app en macOS y electron en Linux). Los desarrolladores que buscan agregar un ícono o manejo de marca personalizados puede renombrar y/o editar el archivo Electron ejecutable. 
El archivo más importante en una aplicación Electron es package.json. Ya que este almacena información sobre el paquete. La información más común encontrada en este archivo es: 
- "name", el nombre de la aplicación.
- "version", la versión de la aplicación.
- "main", el nombre del archivo de script principal de la aplicación.

package.json es un archivo npm.

## Aplicaciones que usan Electron
Un número significativo de aplicaciones de escritorio se han construido con Electron, incluyendo:
- Atom[21]
- GitHub Desktop Beta[22]
- Light Table[23]
- Slack[24]
- Visual Studio Code[25]
- Discord